# Valerij Jardy
Valerij Nikolaevič Jardy (in russo Валерий Николаевич Ярды?; Šumerlja, 18 gennaio 1948 – Čeboksary, 1º agosto 1994) è stato un ciclista su strada e dirigente sportivo sovietico, dal 1991 russo, di etnia ciuvascia. Fu campione del mondo su strada nella cronometro a squadre nel 1970 e medaglia d'oro ai Giochi della XX Olimpiade di Monaco del 1972 nella prova a squadre.

## Palmarès
- 1970

Grand Prix François Faber
Campionati del mondo, Corsa in linea
- 1972

Giochi della XX Olimpiade, Prova a squadre

## Piazzamenti

### Competizioni mondiali
- Campionati del mondo

Leicester 1970 - Cronosquadre: vincitore
- Giochi olimpici

Città del Messico 1968 - In linea: 17ª
Città del Messico 1968 - A squadre: 9ª
Monaco di Baviera 1972 - In linea: ritirato
Monaco di Baviera 1972 - A squadre: vincitore